# Шелохонов, Пётр Илларионович
Пётр Илларио́нович Шелохо́нов, имя при рождении: (пол. Piotr Iłłarionowicz Szełochonow, бел. Пятро Ларывонавіч Шэлахонаў), (укр. Петро Ларіонович Шелохонов), (англ. Petr/ Peter/ Pyotr Shelokhonov), (15 августа 1929, Гайдуки, Поставский повет, Виленское воеводство, Польша — 15 сентября 1999, Санкт-Петербург, Россия) — советский и российский актёр театра и кино, Заслуженный артист РСФСР (1979).

## Биография

### Польша
Пётр Илларионович Шелохонов родился в 1929 году в Польской Республике, в которую после Первой мировой войны с 1921 по 1939 годы входили часть Литвы и Восточные кресы Польши. С детства в повседневном общении Петра были польский, украинский, белорусский и русский языки. Его предки произошли из Польши, Литвы, Латвии и Украины. Дед, Тито Шелохонович, был фермером, он играл на скрипке и учил внука основам музыкальной культуры. Интерес к театру проявился, когда Пётр увидел театральные спектакли Союза деревенской молодёжи, занятого воспитанием «хороших граждан» на польском и на белорусском языках. Отец, Ларион Титович, начинал ветеринаром, работал в коневодстве, после Октябрьской революции и гражданской войны стал фельдшером. Отец обучал Петра знаниям основ медицины. Сын шёл по стопам отца, он с детства овладел верховой ездой, искусством выхаживать и лечить лошадей, и мог часами изучать рассматривать ткани и органы под микроскопом. Всё изменила война.

### Вторая мировая война
В августе 1939 года по договору Германии и СССР были изменены границы Польши, Литвы и других стран Европы, и в итоге 13.5 миллионов жителей Европы невольно стали гражданами СССР. В сентябре 1939 года в результате советского наступления на Польшу Западная Белоруссия вошла в состав СССР и началась советизация. Тогда некоторые родственники Шелохонова бежали в Вильно, спасаясь от депортации и разорения. А в июне-июле 1941 года вся Белоруссия была оккупирована войсками нацистской Германии.
Самой страшной ночью в жизни Петра была ночь первой бомбардировки, когда налетели бомбардировщики Люфтваффе и стали взрываться бомбы. Он чудом спасся, выбежав из дома, и наблюдал с ужасом, как горел его родительский дом. После бомбёжки развалины домов, школа и ферма были раздавлены немецкими танками. Одиннадцатилетний Пётр остался без крова. Он искал своих родителей среди мёртвых соседей, но все погибли. Пётр так и не узнал, как погибла его мать, Анна Минска, похоронить её по традиции не было возможности. Петру приходилось ночевать в стогу сена, пока он не был схвачен полицаями, но бежал под огнём. От пулевого ранения на лице Петра Шелохонова остались шрамы на всю жизнь. Ему удалось спастись в лесу. Раны постепенно заживали. Но глубокий шрам на лбу и другие отметины всю жизнь напоминали ему о страшных событиях его юности во время войны.

### Западная Белоруссия
Летом 1941 года, одиннадцатилетним мальчишкой Шелохонов оказался в фашистской оккупации. Немецкие танки прошли по Белоруси и снесли все: дома, школы, фермы. Все сгорело. Он жил в стогах сена, скрывался в лесу. Его схватили полицаи, но он бежал, получил ранение в лицо, но спасся. — Иван Краско
Ему удалось выжить в суровую осень и зиму 1941 года. Перебираясь с места на место в поисках еды и укрытия, он вырыл земляную нору, в которой, сгорбившись и затаившись, прожил без еды и питья несколько суток, скрываясь от полицейских патрулей. Осенью 1941 года он спасся от голодной смерти благодаря раненой бесхозной корове, которая ходила по кругу, у неё было полное вымя молока, но не было ни телят, ни хозяев. Используя ветеринарные навыки, он приручил корову и прямо из вымени пил её молоко. Вскоре раненая корова умерла, и ему пришлось выживать, питаясь всем, что можно было съесть. Рискуя жизнью, Пётр глушил рыбу в реке взрывами немецких мин и гранат. За этим занятием его поймали партизаны. В отрядах белорусских партизан он провёл 1941—1943 годы.

### Театр
Β 1942 году, среди партизан, открылись актёрские способности Петра Шелохонова: он живо исполнял сценки, карикатуры на Гитлера, пародии на ненавистных оккупантов. Постепенно в работе над этими искренними и наивными представлениями, а главное, в повседневной борьбе за выживание в суровые годы войны, мягкий от природы характер Петра приобретал черты мужества, твёрдости, настойчивости. Мальчик становился мужчиной. В 1944 году у 15-летнего Петра Шелохонова уже был самодельный кукольный театр: он смастерил несколько кукол, сколотил для них сцену, из куска материи сделал занавес и задник для своего маленького театра. В своих представлениях он соединил несколько произведений и назвал свой кукольный спектакль: «Красная шапочка, Петя и волк на войне». В своём спектакле Пётр Шелохонов одновременно водил четыре куклы, говорил четырьмя разными голосами, а перед спектаклем и после играл на разбитом трофейном аккордеоне.
Этот опыт был хорошей школой для будущего актёра, начинавшего на практике понимать огромные выразительные возможности человеческого голоса, лица, мимики, жеста. Овладевая разнообразием интонаций, он интуитивно, по реакции зрителей, изучал секреты и возможности актёрского перевоплощения, по деталям и штрихам осваивал разнообразные элементы актёрского мастерства. Так он кочевал по Белоруссии и Украине, работая за еду.

### Украина
В 1944 году, в только что освобождённом Чернигове, Пётр Шелохонов получил за своё представление самый большой в то время заработок: буханку хлеба, шмат сала и стакан водки. В том же году пешком, а иногда с попутками, он добирался до многих городов и сёл Украины и давал представления на русском и украинском языках, которые были для него родными. Выживая самостоятельно, а также деля с партизанами их нелёгкую жизнь, стараясь своим талантом помочь общей борьбе с жестоким и сильным врагом, Пётр Шелохонов сумел дожить до Победы.
В 1945 году поступил на работу в труппу Черниговского театра кукол, который в 1921 году основал Виктор Швембергер. Перед спектаклями Шелохонов выступал с чтением стихов Ахматовой, Блока, Есенина, Маяковского, а также создавал музыкальное сопровождение спектаклей, играя на аккордеоне . Участвовал в малых гастролях театра в городах Украины, в том числе в Нежине, Козельце, Прилуках и Киеве. Осенью 1945 года Шелохонов был принят в класс фортепиано Киевской консерватории, но он мечтал стать артистом в Ленинграде.

### Ленинград
В 1946 году Шелохонов приехал в Ленинград, чтобы продолжить учёбу и найти работу на сцене, например, в джаз-оркестре, таком, как любимый им джаз Утёсова. Он был заворожён музыкой в исполнении Гленна Миллера, Фрэнка Синатры, Луи Армстронга, Эллы Фицджеральд и других известных звёзд. По словам Петра Шелохонова, живая и радостная музыка помогала заглушить боль и страдания от травм войны и переключиться на мирную жизнь с положительными эмоциями и чувствами, которые были в тех песнях. Музыка давала заряд здоровой энергии, призывая радоваться жизни, танцевать и любить. Ему пришлось налаживать жизнь в городе, который выдержал нападение армий Гитлера, был ужасно разорён, но не сломлен кошмарами войны и блокады. истощённые люди стояли в очередях за хлебом, и теперь уже сторонники Сталина возобновили репрессии. В 1946 году началась травля творческой интеллигенции, закрывались издательства, журналы, театры. Но в опустошённый войной город вливались новые люди со всей страны и со свежими силами восстанавливали нормальную жизнь. В таких условиях Шелохонову опять надо было выживать. Для восстановления после блокады в январе 1949 Ленинград провёл ярмарку и получил продовольственную помощь от республик СССР. Но по указанию Сталина из Москвы в Ленинград приехали Г. М. Маленков и В. С. Абакумов во главе вооружённого отряда МГБ и начали очередной разгром города, закончившийся уничтожением музеев революции и Музея блокады, арестами и расстрелами героев блокады. Сталинские репрессии были направлены против большинства населения, и террор был одним из основных инструментов в эпоху сталинизма. В это время Пётр Шелохонов учился в ремесленном училище Смольнинского района и был наказан начальством за ненормативный юмор и политический анекдот. Он провёл несколько месяцев на строительных работах по сооружению Стадиона имени Кирова в Ленинграде. Потом ему повезло найти работу на сцене Морского клуба на набережной Крюкова канала, но в конце 1949 года он был призван на военную службу, которая продлилась пять лет.

### Балтика
С 1949 по 1954 год Пётр Шелохонов  служил на Балтийском флоте, сначала в Ленинграде и в Кронштадте, а затем на базах флота в Калининграде и Лиепае, где активно участвовал в концертах и театральных постановках для моряков. Свою пятилетнюю службу на флоте начал матросом на катерах дымовой завесы в Балтийске и Клайпеде, затем служил старшиной в городе Лиепая. С 1949 участвовал в спектаклях Театра Балтийского флота в Лиепае, в Балтийске, в Кронштадте и в Ленинграде. В 1952 году Пётр Шелохонов был награждён грамотой Верховного Совета Латвии за театральную работу. В 1952 году в Лиепае он ярко выступил на концерте, привлёк внимание адмиралов Харламова и Головко и не только их. Заметил за собой слежку. Его «застукали» в радиорубке, когда он слушал иностранные радиостанции — любимый голос Фрэнка Синатры. В те годы Сталин приказал глушить иностранные радиостанции на всей территории СССР, однако в открытом море радиопомех не было, и моряки слушали запрещённые радиопередачи. Слушание «вражеских голосов» было тогда серьёзным обвинением. Но и после гауптвахты, снова и снова, как заворожённый, он продолжал слушать по радио любимую музыку: Фрэнк Синатра, Бинг Кросби, Гленн Миллер, Луи Армстронг, Элла Фицджеральд,  понимая, что большой мир живёт другой жизнью, полной радости и счастья.
В 1954 году старшина Шелохонов был демобилизован после пяти лет службы на флоте. Ему было 25 лет. В том же году он пришёл в Ленинградский театральный институт, но получил отказ: «Ваши документы не в порядке», а за спиной услышал: «Такой шрам на лбу, а туда же, в артисты». Причиной отказа была анкета с пунктом о годах жизни в оккупации во время войны — запрет на профессию.

### Сибирь
В 1957—1962 годы Пётр Шелохонов жил в Сибири. В 1960 году окончил театральную школу-студию, преобразованную в Иркутское театральное училище под руководством П. Г. Маляревского и В. К. Венгера. Одной из его работ была роль Гамлета. Даже по отличной, но всё же неподвижной фотографии  можно представить, каким был Гамлет в его исполнении: одухотворённость, озорство, молодость, энергию мысли можно увидеть на фотографии Гамлета — Шелохонова. Фотограф, сделавший этот снимок в 1959 году, был мастером своего дела, он выбрал нужный момент и ракурс. Гамлет Шелохонова произносит классический монолог «Быть или не быть…», в котором выражены мысли принца о смысле бытия, о связи между прошлым и будущим. Эта напряжённая мысль светится в глазах актёра, отражается на его задумчивом лице, и зритель верит — Быть! Мы видим Гамлета — яркого сына бурной эпохи Просвещения и понимаем трагедию человека, которого жестокая действительность того времени заставляет страдать.
В труппе Иркутского драматического театра Шелохонов вскоре стал одним из ведущих актёров, исполнял главные роли в классических и современных пьесах: «Иркутская история» A. Арбузова, «Золотой мальчик» К. Одетса, «Океан» А. Штейна, «Поэма о хлебе» П. Маляревского и других. В 1960 году награждён премией и почётной грамотой за исполненную с юмором роль Деда Мороза на новогоднем празднике для детей на сцене ТЮЗа. Выезжал на гастроли в Омск, Тюмень, Курган, Новосибирск, Барнаул, Красноярск, Братск, Хабаровск и другие города Сибири и Дальнего Востока.

### Театр имени Чехова
В 1962—1968 годы Пётр Шелохонов осуществил ряд театральных постановок пьес современных авторов, в которых выступил и как исполнитель ролей, и как режиссёр-постановщик в Таганрогском театре им. Чехова. В этом театре он исполнял главные роли в классических пьесах А. П. Чехова «Дядя Ваня», «Вишнёвый сад», «Чайка», «Три сестры», а также в пьесах современных авторов: «Именем революции» и «Шестое июля» М. Шатрова, «104 страницы про любовь» Э. Радзинского, «Друзья и годы» Л. Зорина и др. Большой успех, отражённый в журнале «Театр» (№ 8 за 1965 г.) выпал на роль Иванова в одноимённой пьесе А. П. Чехова. В 1960-е годы Шелохонов как режиссёр поставил спектакли «Обелиск», «Недотрога», «Девушки с улицы надежды» и другие, а также пьесу А. П. Чехова «Платонов», в которой исполнил главную роль . В 1967 году Пётр Шелохонов исполнил роль В. И. Ленина  в собственной постановке «Ленинские чтения», посвящённой 50-летию Октябрьской революции.

### Москва
В 1967 году московская студия «Экран» приглашает Петра Шелохонова на главную роль в телевизионном фильме «Шаги в солнце» режиссёра Виталия Головина, который был репрессирован вместе со своим знаменитым отцом по ложному обвинению в убийстве Зинаиды Райх и оправдан в 1956 году после многих лет ссылки в Норлаге. Телефильм «Шаги в солнце» был показан по Центральному телевидению СССР к 50-летию революции. Актёра заметили режиссёры и стали приглашать на киностудии СССР, и тогда Пётр Шелохонов начал карьеру в кино и на телевидении, работал на студиях Москвы, Ленинграда, Одессы и других городов.
В 1968 году Пётр Шелохонов сыграл первую роль в большом кино — шпион в форме офицера советской милиции в детективе «Скрытый враг» режиссёра Н. Розанцева, киностудия Ленфильм. Выход фильма на экраны СССР в 1969 году был запрещён потому, что совпал с покушением на генсека Л. И. Брежнева, которое совершил вооружённый мужчина, переодетый в форму милиции, что совпало с сюжетом фильма «Скрытый враг/Амнистии не подлежит» — шпион в форме милиционера ловко обманывает КГБ и совершает убийство. Фильм раньше других поднимал тему оборотней в погонах, но был создан, когда из-за ввода войск в Чехословакию в 1968 году тоталитарный режим Брежнева всеми средствами подавлял волну возмущения среди молодёжи, творческой интеллигенции и диссидентов. В СССР были ужесточены меры надзора и усилена работа спецслужб, которые отслеживали настроения людей, было усилено воздействие на общество средствами пропаганды и цензуры, и поэтому создатели фильма «Скрытый враг» поменяли название фильма на «Амнистии не подлежит» во избежание внимания цензуры. Однако фильм был замечен, запрещён и уничтожен по указанию министра МВД СССР Н. А. Щёлокова. Министр внутренних дел СССР обвинил создателей фильма в антисоветских политических ошибках в своём письме в ЦК и осудил роль «матёрого врага Советской власти, предателя Родины», которую исполнил Шелохонов. А затем были уничтожены фильмокопии и кинонегативы фильма «Амнистии не подлежит», как и некоторые другие произведения того времени, так как советское руководство опасалось потери контроля над обществом.
Текст письма Министра внутренних дел СССР Н. А. Щёлокова в ЦК КПСС:

На студии «Ленфильм» завершены съёмки художественной кинокартины «Амнистии не подлежит» (режиссёр Н. Розанов (*), сценарист А. Ромов), которая, по нашему убеждению, содержит серьёзные политические ошибки. В качестве матёрого врага Советской власти, предателя Родины, резидента иностранной разведки в этом фильме выступает начальник районного отдела милиции. Такая тенденциозная трактовка образа руководящего работника органов внутренних дел может вызвать у зрителей глубокое негодование и недоверие к сотрудникам милиции, может породить искажённое представление о том, что в милиции работают люди, мировоззрение и убеждения которых враждебны кровным интересам советского народа и Коммунистической партии. Вызывает справедливое возмущение не только злостное искажение облика работника милиции, но и очевидная фальсификация действительности. В истории советской милиции не было случая, чтобы её руководящий работник стал бы агентом империалистической разведки. Обращает на себя внимание вредная тенденция сюжета, которая фактически противопоставляет органы КГБ, разоблачившие предательскую деятельность работника милиции, органам внутренних дел. Пропаганда с помощью кино такого рода надуманных «конфликтов» может в равной степени нанести ущерб авторитету органов госбезопасности и внутренних дел. Кинофильм «Амнистии не подлежит» порочит честь и достоинство работников милиции, противоречит требованиям ноябрьского постановления ЦК КПСС и Совета министров СССР к творческим организациям о правдивом отображении деятельности органов внутренних дел, всемерном укреплении их авторитета среди трудящихся. Прошу Вашего указания о запрещении выпуска на экран картины «Амнистии не подлежит». Вместе с тем при производстве кинофильмов, отображающих деятельность органов внутренних дел, было бы целесообразно учитывать мнение МВД СССР.
(*В документе опечатка, фамилия режиссёра — Розанцев.)— Письмо министра внутренних дел СССР Н. А. Щёлокова секретарю ЦК КПСС П. Н. Демичеву от 13 июня 1969 года
Конфликт с правительством СССР отразился на судьбах создателей фильма. Гневное письмо министра Щёлокова в ЦК КПСС обсуждалось в министерстве культуры СССР и Государственном комитете по делам кинематографии при Совете министров СССР, и все создатели фильма были наказаны в различной форме. Было принято решение фильм не тиражировать, не показывать в кинотеатрах, а уничтожить. Взамен требовалось сделать другой фильм с другим содержанием, следуя указаниям правительства. Затем последовали действия советской цензуры: переделка сценария и съёмки уже другого фильма с другим сюжетом под названием — «Развязка», в котором пришлось учитывать мнение МВД СССР . Решение принималось на уровне министра внутренних дел СССР Н. А. Щёлокова и секретаря ЦК КПСС П. Н. Демичева. 

Согласно поручению заместителя заведующего отделом культуры ЦК КПСС тов. Черноуцана И. С. от 26 июня с. г., Комитет по кинематографии рассмотрел письмо министра внутренних дел СССР тов. Щелокова Н. А. о фильме «Амнистии не подлежит» (производства киностудии «Ленфильм»). Было принятото решение фильм не тиражировать, все исходные материалы вернуть на студию. Директору киностудии тов. Киселеву И. Н. дано указание внести предложения о переделке кинокартины с учётом высказанных в письме тов. Щелокова Н. А. замечаний.
       Записка председателя Комитета по делам кинематографии при Совете министров СССР Алексея Романова, направленная в ЦК КПСС 3 июля 1969 года.— Письмо министра внутренних дел СССР Н.А. Щёлокова секретарю ЦК КПСС П. Н. Демичеву от 13 июня 1969 года 
Получив клеймо «матёрого врага Советской власти» от министра внутренних дел СССР Н. А. Щёлокова, Пётр Шелохонов уже не мог сниматься в больших ролях — письмо министра обсуждали в ЦК КПСС и потом советская цензура действовала беспощадно. На «Мосфильме» кинорежиссёр Сергей Герасимов рекомендовал Шелохонова на главную роль в двухсерийном фильме «Укрощение огня», однако, по решению кураторов из ЦК КПСС главную роль дали Кириллу Лаврову, а Шелохонову дали роль второго плана — Карелин, помощник главного героя. Прототипами героев фильма были реальные люди, но их имена в СССР были засекречены и в фильме актёры играли собирательные образы. Кирилл Лавров и Пётр Шелохонов  сыграли в фильме несколько совместных сцен, остались друзьями на всю жизнь и работали вместе ещё в десяти фильмах.
В фильме «Укрощение огня» впервые была приоткрыта завеса секретности над ракетно-космической промышленностью СССР. Съёмки проходили в 1970—1971 годах на космодроме Байконур, в Звёздном городке в Центре подготовки космонавтов, в Крыму, а также в Московском Кремле. Под вымышленными именами героев фильма скрывались засекреченные имена конструкторов ракетной техники. Их роли после строгого отбора исполняли актёры, которых утверждали после согласования с правительством СССР. Так Шелохонов стал партнёром таких актёров, как Игорь Горбачёв, Евгений Матвеев, Зиновий Гердт, Игорь Владимиров, Андрей Попов, Всеволод Сафонов и других звёзд советского кино. После этой совместной работы режиссёр Игорь Владимиров пригласил Петра Шелохонова в труппу ленинградского театра имени Ленсовета, но актёр не сразу принял приглашение знаменитого режиссёра, он уже был занят в спектаклях ленинградского театра «Ленком».

### Ленинград

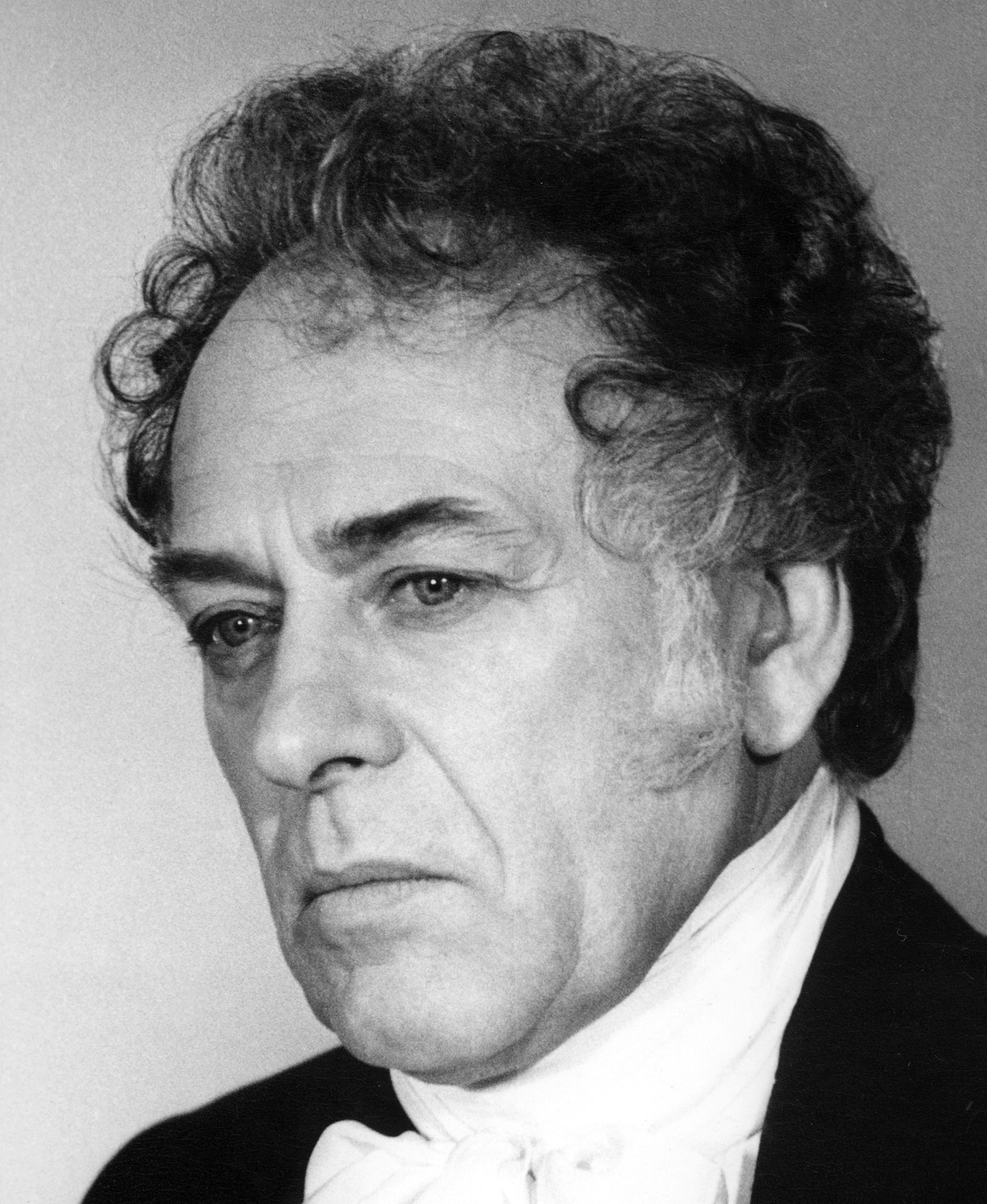
Пётр Шелохонов в роли Графа М. Ю. Виельгорского в 16-серийном телефильме «Liszt Ferenc» (Венгрия, 1982)

С 1968 году Шелохонов снова работал в Ленинграде (Санкт-Петербурге) все последующие 30 лет до 1999 года. Успешное начало карьеры Шелохонова на московской студии "Экран, на киностудии Ленфильм и на Ленинградском телевидении было омрачено политическим конфликтом с правительством СССР на уровне министра внутренних дел СССР Н. А. Щёлокова и секретаря ЦК КПСС П. Н. Демичева, которые решили уничтожить кинофильм «Амнистии не подлежит» который якобы «порочит честь и достоинство работников милиции».
Немногие кинорежиссёры решались приглашать Шелохонова, переживающего опалу после запрещения и уничтожения кинофильма «Скрытый враг — Амнистии не подлежит». Но и в этот трудный период раскрылись новые творческие возможности Шелохонова как артиста кино, исполнившего разнообразные роли, такие, как начальник райотдела милиции («Скрытый враг-Амнистии не подлежит», 1968, фильм запрещён и уничтожен), как шпион Сотников («Развязка», 1969), композитор Михаил Глинка («Ференц Лист», 1970), Старшина Васков в телефильме «А зори здесь тихие», Ленинградское ТВ (1970), сибирский казак Северьян Улыбин («Даурия», 1971), конструктор ракет Карелин («Укрощение огня», 1972), военный комиссар («Такая длинная, длинная дорога», 1972), директор Сергей Пересада, («Ответная мера», 1974, Одесская киностудия), революционер Дорогомилов (телесериалы «Первые радости» и «Необыкновенное лето», 1977—1979), кузнец Акимыч (телесериал Хлеб — имя существительное, 1988) и другие работы в кино и на телевидении. Но цензура часто ограничивала работу артиста до небольших ролей.
Несмотря на трудности карьеры Петра Шелохонова в советском кино, он продолжал успешную работу в театрах Ленинграда (Санкт-Петербурга): в театре имени Ленинского Комсомола, театре имени Комиссаржевской и театре имени Ленсовета. Среди театральных работ Петра Шелохонова выделялись такие роли, как Дервиш Дивана в спектакле «В ночь лунного затмения» в театре им. Ленинского комсомола, Ленинград (1970), главные роли в спектаклях «Гнездо глухаря» (1979) по пьесе В. Розова и «Тема с вариациями» (1980) по пьесе С. Алёшина, исполнение роли Никиты Романовича Захарьина в спектакле «Смерть Иоанна Грозного» (1976) по пьесе А. Толстого, Сэма в спектакле «Фотофиниш» (1989) по пьесе Питера Устинова, Короля Гонзаго в спектакле «Убийство Гонзаго» (1992) по пьесе Н. Иорданова, а также исполнение роли Иогансона в спектакле «Антиквариат» (1993).

Я имею полное право написать книгу «Мой друг Пётр Шелохонов». Петя был моим самым близким другом. И на сцене мы были партнёрами. Мы объездили весь Советский Союз с гастролями. Тогда мы не ставили задачу что-то изменить, но помогали людям задуматься. От того, что нас в жизни не устраивало, мы находили спасение в нашем творчестве и в общении друг с другом. Тогда в СССР царили запреты и цензура, основные свободы и права человека были уничтожены, разгромлена церковь, но театры оставались островками живого свободного общения, куда люди могли уйти от неразрешимых проблем советской реальности, получить глоток свежего воздуха. Наши спектакли будоражили умы многих тысяч зрителей.— Иван Краско
За 30-летний период жизни и работы в Москве и Ленинграде-Петербурге Пётр Шелохонов сотрудничал с такими звёздами театра и кино, как Питер Устинов, Шон Бин, Джеймс Фокс, Софи Марсо, Алиса Фрейндлих, Елена Соловей, Людмила Касаткина, Павел Луспекаев, Георгий Жжёнов, Иван Краско, Николай Олялин, Эммануил Виторган, Игорь Ледогоров, Олег Даль, Андрей Ургант, Семён Стругачёв, Николай Гриценко, Юрий Гусев, Наталья Фатеева, Вера Кузнецова, Галина Короткевич, Кирилл Лавров, Евгений Лебедев, Виталий Соломин, Василий Шукшин, Лариса Луппиан, Николай Боярский, Сергей Боярский, Михаил Боярский и др.

### Санкт-Петербург
В 1989—1992 годах Пётр Шелохонов исполнял главные роли в спектаклях «Фотофиниш» и «Убийство Гонзаго» на сцене Театра имени Ленсовета в Петербурге. Партнёрами Петра Шелохонова были Елена Соловей, Роман Громадский, Анна Алексахина, Владимр Баранов, Семён Стругачёв и другие актёры. После премьеры спектакля «Фотофиниш» автор — известный режиссёр, актёр и писатель Питер Устинов поблагодарил Петра Шелохонова за отличное исполнение главной роли — Сэма. На память об этой работе Устинов подарил Шелохонову фотографию с дружеской подписью «Петру Первому от Петра Устинова».
Личные чувства Петра Шелохонова, его боль и память о войне были выражены в его постановке спектакля «Изабелла» о спасении узников фашистского лагеря смерти Аушвиц (Освенцим). В интерпретации Шелохонова на сцене происходит «спасение» всех узников концлагеря, как выживших, так и погибших, что становится возможным благодаря нашей памяти об их судьбе и подвигах. Такое прочтение пьесы было неожиданно даже для самого автора. На премьере спектакля 8 мая 1993 приехавшие из Нью-Йорка автор Ирвин Лейтнер и сама Изабелла увидели, какое необычное сценическое решение нашёл Шелохонов для метафоры о подвиге и бессмертии: после страданий в концлагере и гибели в огне печей, в финальной сцене спектакля все сожжённые узники концлагеря оживают и выходят из горящих печей сквозь огонь и дым, медленно и величественно идут в зал, присоединяясь к живым под Реквием Моцарта.
В 1996—1997 годах голливудская киностудия Warner Brothers совместно с кинокомпанией Icon, которой владеет Мел Гибсон, сняли кинофильм «Анна Каренина» по одноимённому роману Льва Толстого. Съёмочная группа работала во дворцах, музеях и парках Петербурга, которые подходили для съёмок в исторических костюмах и интерьерах XIX века. Режиссёр по кастингу Марион Догерти, которая работала с Мелом Гибсоном и Софи Марсо в кинопроекте «Храброе сердце», видела работу Шелохонова и познакомила его с режиссёром. Бернард Роуз сразу утвердил актёра на роль Капитоныча, дворецкого Карениных. В фильме Анна Каренина партнёрами Шелохонова стали звёзды современного кино — Софи Марсо , Шон Бин, Миа Киршнер, Джеймс Фокс, Дэнни Хьюстон и другие.
Пётр Шелохонов умер от остановки сердца в Санкт-Петербурге на 71-м году жизни 13 или (по другим сведениям) 15 сентября 1999 года. Похоронен на Лужском кладбище.

Дядю Петю Шелохонова я знал, кажется, всю жизнь. Он был другом и театральным партнёром моего отца, Сергея Боярского, и моего дяди, Николая Боярского. Все знали, что в нём напрочь не было никакого карьеризма, никакой жадности, этой заразы, поразившей теперь очень многих. Я был для него готов на многое… И в моей душе сохранились к нему самые хорошие чувства. Слава богу, что были и есть такие люди, как дядя Петя. Все пройдёт… , и если предстану я перед вратами в рай, и спросит меня святой Пётр с ключами: «А что ты, Михаил Боярский, сделал хорошего?» — я отвечу: «Я помогал дяде Пете Шелохонову.» «Тогда входи, — скажет святой Пётр, — твой дядя Петя здесь, он тебя ждёт!» — Михаил Боярский

## Признание и награды
- 1952 — Почётная грамота Верховного Совета Латвии за театральную работу
- 1979 — Почётное звание Заслуженный артист РСФСР (Указ ВС РСФСР от 19.03.1979)
- 1989 — Медаль «Ветеран труда»
- 2009 — К 80-летию Петра Шелохонова издана книга Ивана Краско, «Мой друг Пётр Шелохонов» Издательство SOLO Publishing, 128 стр, СПб 2009. ISBN 978-5-904666-09-5

## Творчество

### Актёр кино
- 1997 — Анна Каренина — Капитоныч, дворецкий Карениных
- 1997 — Пассажирка — пассажир
- 1993 — Конь белый — эпизод
- 1992 — Ричард II — лорд-маршал
- 1991 — Мой лучший друг, генерал Василий, сын Иосифа — полковник Савиных, адъютант В. И. Сталина
- 1988 — Хлеб — имя существительное — Аким Акимов, кузнец
- 1987 — Среда обитания — Виталий Иванович, директор музея
- 1987 — Моонзунд — капитан Андреев
- 1987 — Везучий человек — эпизод
- 1986 — Последняя дорога — доктор Стефанович
- 1986 — Красная стрела — инженер Юсов
- 1985 — Расследует Бригада Быкова — следователь Кремнев
- 1985 — Софья Ковалевская — академик Иван Сеченов
- 1985 — Соперницы — Семёныч, старший тренер
- 1985 — Контракт века — министр авиационной промышленности
- 1984 — Завещание профессора Доуэля — учёный (эпизод)
- 1984 — Две версии одного столкновения — дипломат Гордин
- 1983 — Эхо дальнего взрыва — инженер (эпизод)
- 1983 — Магистраль — инженер Гадалов
- 1983 — Место действия — Иван Гаврилович Рябов, секретарь горкома
- 1982 — Пятый десяток — Василий Никитич, столяр-краснодеревщик
- 1982 — Казнить не представляется возможным — патриарх церкви
- 1982 — Таможня — начальник таможни
- 1982 — Ференц Лист (сериал, Венгерское ТВ) — граф Виельгорский
- 1982 — Голос — Леонид Матвеевич, директор кинофильма
- 1982 — В поте лица — Шорников, бригадир сталеваров
- 1982 — Год активного солнца — Василий Васильевич, директор школы
- 1981 — 20-е декабря — следователь Зарудный
- 1981 — Синдикат-2 — агент Фомичёв
- 1981 — Правда лейтенанта Климова — Николай Червоненко, боцман подводной лодки
- 1981 — Девушка и Гранд — руководитель делегации
- 1981 — Это было за Нарвской заставой — Григорий, революционер
- 1980 — Жизнь и приключения четырёх друзей — егерь, хозяин
- 1980 — Поздние свидания — отец Лены
- 1979 — Необыкновенное лето — Дорогомилов, революционер
- 1979 — Путешествие в другой город — Фёдор Игнатьевич, директор Горстроя
- 1978 — Три ненастных дня — эпизод
- 1978 — Возвращение на круги своя — профессор-психиатр из Петербурга
- 1978 — Всё решает мгновение — Матвеев, начальник Спорткомитета
- 1977 — Первые радости — Дорогомилов, революционер
- 1977 — Камыши (сериал, ТВ) — следователь
- 1976 — Виталий Бианки — рассказчик (главная роль)
- 1976 — Меня это не касается — полковник Панкратов
- 1975 — Обретёшь в бою — Николай Александрович Сергеев, мэр города Приморска
- 1975 — Троил и Крессида — Агамемнон
- 1975 — Доверие (фильм, 1975) — Георгий Константинович Покровский, революционер
- 1974 — Амра — Хазарман, отец Амры
- 1974 — Ответная мера — Сергей Иванович Пересада, директор строительства газопровода (главная роль)
- 1973 — Гроссмейстер — Фёдор Матвеевич, отчим гроссмейстера
- 1973 — Опознание — полковник
- 1972 — Такая длинная, длинная дорога... — офицер военкомата
- 1972 — Укрощение огня — Михаил Карелин, ведущий конструктор ОКБ-1
- 1971 — Даурия — казак Северьян Андреевич Улыбин
- 1971 — Холодно — горячо — писатель Антон Григорьевич Подорожный
- 1971 — Ночь на 14-й параллели — редактор газеты в Москве
- 1971 — Шутите? — председатель колхоза
- 1970 — Далеко от Москвы (2 серии, ТВ) — Василий Максимович Батманов, директор строительства нефтепровода (главная роль)
- 1970 — А зори здесь тихие (2 серии, ТВ) — старшина Федот Евграфович Васков (главная роль)
- 1970 — Ференц Лист — композитор Михаил Глинка
- 1970 — Любовь Яровая — Мазухин, революционер
- 1969 — Развязка — Владимир Сотников, шпион (директор кинотеатра)
- 1969 — Три года — Алексей Лаптев (главная роль)
- 1969 — Рокировка в длинную сторону — учёный
- 1968 — Скрытый враг — Амнистии не подлежит — офицер советской милиции
- 1967 — Шаги в Солнце — Неизвестный солдат (главная роль)[7]

### Озвучивание
- 1987 — Моонзунд — озвучивание роли Артёма Иноземцева — адмирал Бахирев
- 1982 — Никколо Паганини — озвучивание роли Донатаса Баниониса — Луиджи Джерми

### Актёр театра
- Антиквариат (1993) — Иогансон[35]
- Босиком по парку (1993) — Виктор Веласко
- Убийство Гонзаго (1992) — Король Гонзаго
- Фотофиниш (1989) — Сэм
- Земля обетованная (1987) — Клемент Уинн
- Круглый стол под абажуром (1986) — Слепухин
- Рояль в открытом море (1985)[2]
- Спешите делать добро (1984)[2]
- «Прошлым летом в Чулимске» (1983) — Помигалов, отец Валентины
- Пятый десяток (1982) — Василий Никитич
- Дипломат (1981)
- Тема с вариациями (1980)
- Гнездо глухаря (1979)
- «Возвращение на круги своя» (И. Друце, 1979. реж. Р. Агамирзян) — профессор-психиатр
- Продавец дождя (1977)
- Самый правдивый (1977)
- «Обвинительное заключение» (Н. Думбадзе, 1977. реж. Р. Агамирзян) — Исидор Саларидзе
- Царь Борис (1976)
- Царь Фёдор Иоаннович (1975)
- Смерть Иоанна Грозного (1973) — Никита Романович Захарьин
- Вызываются свидетели (1974)
- Проходной балл (1973)
- «Романтика для взрослых» И. Зверева (реж. Р. Агамирзян) — Фархутдинов
- «Если бы небо было зеркалом» Н. Думбадзе (реж. Р. Агамирзян) — Бабило
- Чайка (1972)
- Аленький цветочек (1971)
- А зори здесь тихие (1970)
- Две зимы и три лета (1969)
- Сирано де Бержерак (1969)
- В ночь лунного затмения (1968, Ленинградский театр им. Ленинского комсомола)
- «Ленинские чтения» (1967) — В. И. Ленин
- Именем революции (1967) — В. И. Ленин
- «Платонов» (1967) — Платонов
- В ночь лунного затмения (1966, Таганрогский театр им. Чехова)[7]
- Дядя Ваня (1966)
- Иванов (1965)[24]
- Три сестры (1965)
- Тяжкое обвинение (1965)
- «Камень, кинутый в тихий пруд» (Л. Рахманов, 1965)[38]
- Вишнёвый сад (1964)
- Кредит у Нибелунгов (1964)
- 104 страницы про любовь (1964)
- Бронепоезд 14—69 (1963)
- Друзья и годы (1963)[39]
- Океан (1961, 1963)
- Золотой мальчик (1960)
- Иркутская история (1959, 1960)
- Маленькая Студентка (1959)
- Гамлет (1958)
- Поэма o Хлебе (1957)

### Режиссёр театра

#### Академический драматический театр имени В. Ф. Комиссаржевской
- Изабелла (1993)

#### Таганрогский драматический театр имени А. П. Чехова
- «Ленинские чтения» (1967) — В. И. Ленин
- Именем революции (1967) — В. И. Ленин
- Иванов (1965)
- Обелиск (1965)
- Бой с тенью (1965)
- 104 страницы про любовь (1964)
- Девушки с улицы надежды (1964)
- Недотрога (1964)
- Друзья и годы (1963)[39]

#### Народный театр драмы,Дом учителя (Таганрог)
- «Платонов» (1965—1966) — Платонов

## Другие работы

### Радиоспектакли
- 1993 — М. Ю. Лермонтов, «Маскарад»

### Преподавательская работа
- 1963—1968 — режиссёр, преподаватель актёрского мастерства, Народный театр драмы в Доме учителя (Таганрог).
- 1965—1966 — режиссёр-педагог, постановщик, исполнитель главной роли в спектакле «Платонов» по пьесе А. П. Чехова, Народный театр драмы в Доме учителя (Таганрог).

### Книги
- 2009 — Иван Краско, «Мой друг Пётр Шелохонов» http://www.petr-shelokhonov.narod.ru/publikacii.html Издательство SOLO Publishing, 128 стр, СПб 2009. ISBN 978-5-904666-09-5
- 2004 — Дмитрий Иванеев, «Заслуженный артист России Пётр Шелохонов» СПб 2004.

### Периодические издания
- 1993 — Павлищева, Т. «И жизнь, и слёзы, и любовь…»  (фото: Галина Короткевич и Пётр Шелохонов в спектакле «Антиквариат») «Санкт-Петербургские ведомости», 3 марта 1993 г.
- 1989 — На сценах страны: Ленинград.: информационное сообщение о спектакле «Фото-финиш» П. Устинова в Театре имени Ленсовета, в котором П. Шелохонов исполнил роль Сэма // Театр. 1989. № 12, стр 114 (фот.)
- 1989 — П. Шелохонов в спектакле «Фотофиниш» Питера Устинова — «Театральный Ленинград» 1989, № 42, (фот. П. Шелохонов и Р. Громадский в спектакле «Фотофиниш» Питера Устинова)
- 1979 — П. Шелохонов в спектакле «Гнездо глухаря» В. Розова. «Театральный Ленинград» 1979, № 40, (фот. П. Шелохонов и Н. Медведева в спектакле «Гнездо глухаря» В. Розова)
- 1976 — П. Шелохонов в спектакле «Смерть Иоанна Грозного» А. Толстого. «Театральный Ленинград» 1976, № , (фот. П. Шелохонов и М. Храбров в спектакле «Смерть Иоанна Грозного» А. Толстого)
- 1971 — Рецензия на фильм Даурия — «Советский экран», Москва, 1971, №
- 1968 — Образцова, Н. — статья «Шаги к солнцу» о творчестве П. Шелохонова — «Театральная жизнь» № 2, Москва, 1968
- 1966 — Куртеев, Н. — статья «Путь на сцену» о творчестве П. Шелохонова — «Молот», Ростов-Дон, 1966
- 1965 — Нимвицкая, Л. — статья «На старом спектакле (Иванов)» — «Театр» № 8, (стр. 6) Москва, 1965
- 1963 — Громова, И. — статья «Театр Чехова» — «Театр» № 11, Москва, 1963